# 第5版 (マジック:ザ・ギャザリング)
第5版（5th Edition）はマジック:ザ・ギャザリングのカードセット。1997年3月にアメリカで発売された。全449種類（絵違い含む）。略記は5E。
収録カードの種類は過去最大であり、大幅なカード絵柄の変更が行われた。

## 代表カード
- ボール・ライトニング、ネクロポーテンス、悪疫。